# Popești (Podenii Noi), Prahova
Popești este un sat în comuna Podenii Noi din județul Prahova, Muntenia, România.